# KRH Klinikum Nordstadt
Das KRH Klinikum Nordstadt (auch Nordstadtkrankenhaus genannt) ist ein Krankenhaus im hannoverschen Stadtteil Nordstadt. Das ursprünglich städtische Krankenhaus gehört heute zum kommunalen Krankenhausverbund Klinikum Region Hannover der Region Hannover und beherbergt dessen Institute für Pathologie und Medizinische Mikrobiologie und Krankenhaushygiene. Das Klinikum ist zudem ein Akademisches Lehrkrankenhaus der Medizinischen Hochschule Hannover.

## Geschichte

### Städtisches Krankenhaus I
Ende des 19. Jahrhunderts lebten rund 200.000 Menschen in Hannover. Für die medizinische Versorgung der Einwohner stand neben den Krankenhäusern in kirchlicher oder privater Trägerschaft nur ein städtisches Krankenhaus zur Verfügung: das Hospital am Ihmeufer (die spätere Hautklinik Linden), welches 1833 als Nachfolger des Stadtlazaretts am Hohen Ufer eingerichtet worden war. Es hatte damals eine Chirurgie, eine Syphilisstation für Frauen und eine Abteilung für „Geisteskranke“ mit insgesamt 122 Betten. Um 1880 begann man daher mit den Planungen für ein neues großes städtisches Krankenhaus. Zunächst sollte dies auf der Großen Bult errichtet werden, dem heutigen Standort des Kinderkrankenhauses auf der Bult. Später entschied man sich für den heutigen Standort in der Nordstadt zwischen der Haltenhoffstraße und der Straße An der Strangriede. Am 27. August 1891 war die Grundsteinlegung für das Städtische Krankenhaus I.

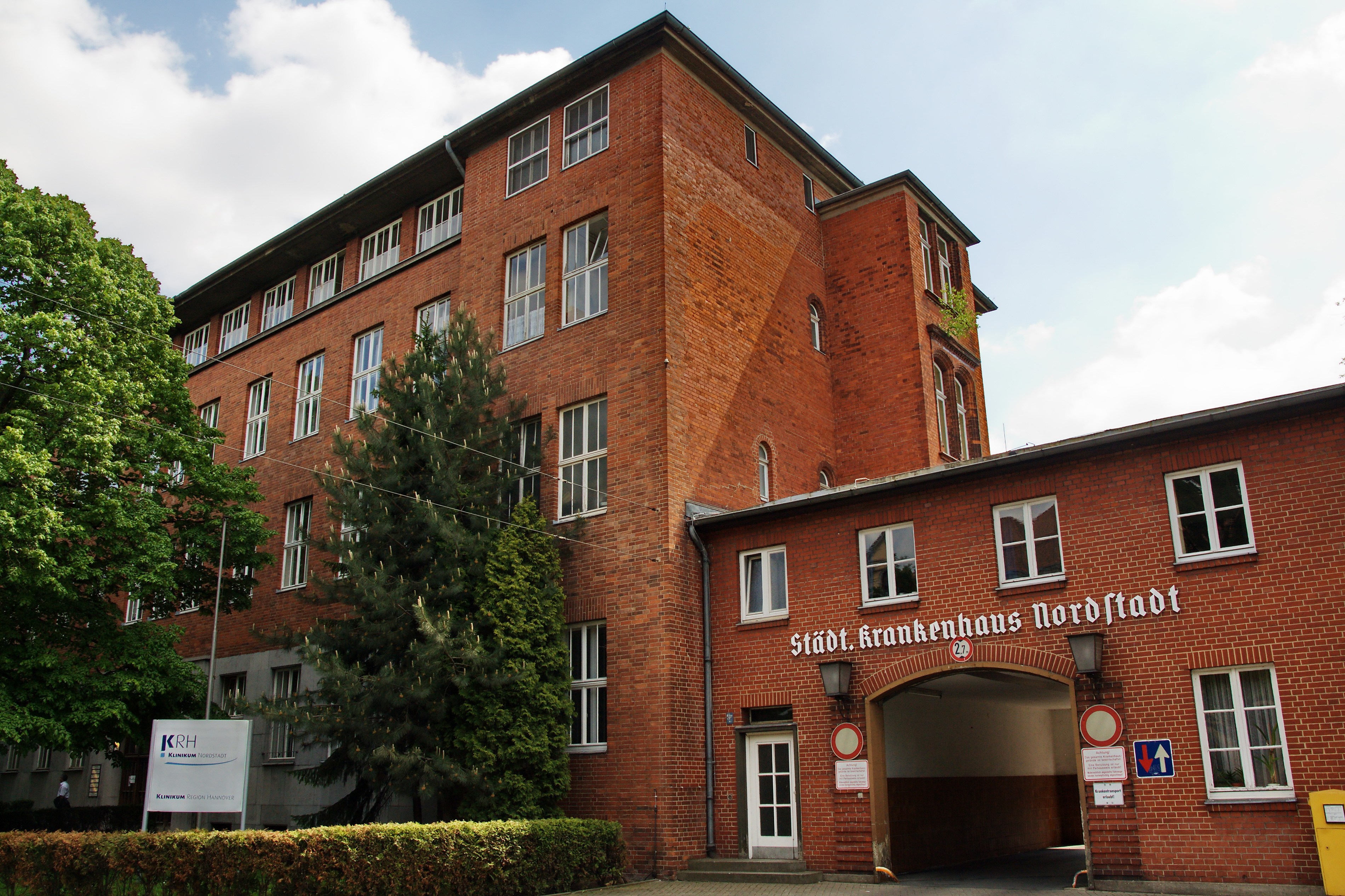
Haupteingang des Nordstadtkrankenhauses

Die Gebäudegruppe wurde hauptsächlich nach Plänen von Paul Rowald im Pavillonstil durch den Unternehmer Max Küster erbaut. Am 31. Januar 1895 wurde der Bau übergeben, am 1. Februar war die Einweihung. Die Baukosten betrugen drei Millionen Mark.
Die Anlage bestand aus fünf zweistöckigen Pavillons für Patienten 3. Klasse, einem dreistöckigen Pavillon für Patienten 1. und 2. Klasse und sechs einstöckigen Isolierpavillons. Dazu gab es ein Operationshaus, ein Pathologisches Institut, ein Verwaltungsgebäude, ein Wirtschaftsgebäude mit Kochküche und Dampfwäscherei, ein Kessel- und Maschinenhaus, eine Desinfektionsanstalt sowie zwei kleine Wohnhäuser für „Wärterinnen“. Schwerpunkte waren die Chirurgie und die Klinik für Infektionskrankheiten.
Während der Zeit des Nationalsozialismus wurden am Städtischen Krankenhaus I Zwangssterilisationen aufgrund des Gesetzes zur Verhütung erbkranken Nachwuchses durchgeführt.
Nach dem Zweiten Weltkrieg wurde das Krankenhaus in Städtisches Krankenhaus Nordstadt umbenannt. Der historische Gebäudekomplex steht heute unter Denkmalschutz. 1954 wurde ein Schwesternhaus mit 82 Plätzen gebaut.

### Landesfrauenklinik
Am 1. Juli 1991 wurde die damalige Niedersächsische Landesfrauenklinik kommunalisiert und in das Nordstadtkrankenhaus eingegliedert. Diese Klinik war am 5. August 1781 nach Genehmigung durch König Georg III. als Accouchir-Hospital Hannover gegründet worden und diente als „Entbindungsheim für obdachlose uneheliche Schwangere und Hebammenschule“. 1864 wurde daraus die Entbindungs- und Hebammenlehranstalt in der Königlichen Residenzstadt Hannover, 1949 die Niedersächsische Landesfrauenklinik und Hebammenlehranstalt Hannover.

### Weitere Entwicklung
1998 wurden alle Krankenhäuser der Stadt Hannover im neuen Eigenbetrieb Klinikum Hannover zusammengefasst. Das Krankenhaus nannte sich nun Klinikum Nordstadt. 2005 wurde es in den kommunalen Krankenhausverbund Klinikum Region Hannover eingegliedert. In diesem Klinikverbund wurden alle in der Trägerschaft der Region Hannover befindlichen Krankenhäuser zusammengefasst. Das Krankenhaus heißt seitdem KRH Klinikum Nordstadt.
Angesichts sinkender Geburtenzahlen und hoher wirtschaftlicher Defizite wurde im Frühjahr 2015 angekündigt, dass die Geburtsklinik des Krankenhauses am 1. Mai des Jahres geschlossen wird.

## Abteilungen
Das Krankenhaus hat zehn Fachabteilungen:
- Innere Medizin
- Allgemein-, Visceral- und Gefäßchirurgie
- Klinik für Unfallchirurgie, Handchirurgie und Orthopädie: Schwerpunkte der Unfallchirurgie sind die Polytraumaversorgung von Unfallopfern, die Endoprothetik der großen Gelenke sowie die Wirbelsäulenchirurgie.
- Neurologie
- Neurochirurgie: Neurologie und Neurochirurgie versorgen gemeinsam die gesamte Breite der Erkrankungen des zentralen und peripheren Nervensystems und seiner Hüllen, der Wirbelsäulenerkrankungen bis hin zum endoprothetischen Bandscheibenersatz.
- Plastische, Ästhetische und Handchirurgie
- Frauenheilkunde und Geburtshilfe: Die frühere Landesfrauenklinik befindet sich am Herrenhäuser Kirchweg gegenüber dem Stammhaus. Sie verfügt über drei Stationen und vier Kreißsäle (mit Geburtswanne) mit insgesamt 74 Planbetten. Das Brustzentrum an der Frauenklinik ist das erste zertifizierte Brustzentrum in der Region Hannover. Die Klinik ist seit jeher auch Hebammenschule.
- Hals-Nasen-Ohren-Heilkunde: Der Schwerpunkt der HNO-Klinik liegt in der Mikrochirurgie des Ohres, der Nasenneben- und der Augenhöhlen, der Tumorchirurgie und der Versorgung von Unfallverletzungen.
- Augenheilkunde: Zum Behandlungsspektrum gehören die Erkrankungen des vorderen Augenabschnitts, Operationen der Linse, Hornhautverpflanzungen, Augendrucksenkungen und die Therapie von Erkrankungen des hinteren Augenabschnitts.
- Die Klinik für Anästhesiologie, Intensivmedizin und Schmerztherapie arbeitet auf den Feldern Anästhesie, Schmerztherapie, Intensivmedizin und Notfallmedizin.

Diabetes-, Kopf-, Orbita-, Schlaganfall-, Trauma- und Tumorzentrum, Versorgungszentrum Wirbelsäulenchirurgie sowie das Zentrum für Gefäßmedizin sind fachabteilungsübergreifende Versorgungsschwerpunkte des Krankenhauses.
Weitere Einrichtungen des Nordstadtkrankenhauses sind das Zentrallabor, das Institut für Medizinische Mikrobiologie, das pathologische Institut (alle auch als zentrale Dienstleister für andere Krankenhäuser des Klinikums Region Hannover) sowie die Radiologie und die Physiotherapie. Die Zentralapotheke des Klinikums Region Hannover befindet sich in der Roesebeckstraße beim Klinikum Siloah.
2008 wurden rund 23.070 vollstationäre Fälle betreut.

## Persönlichkeiten

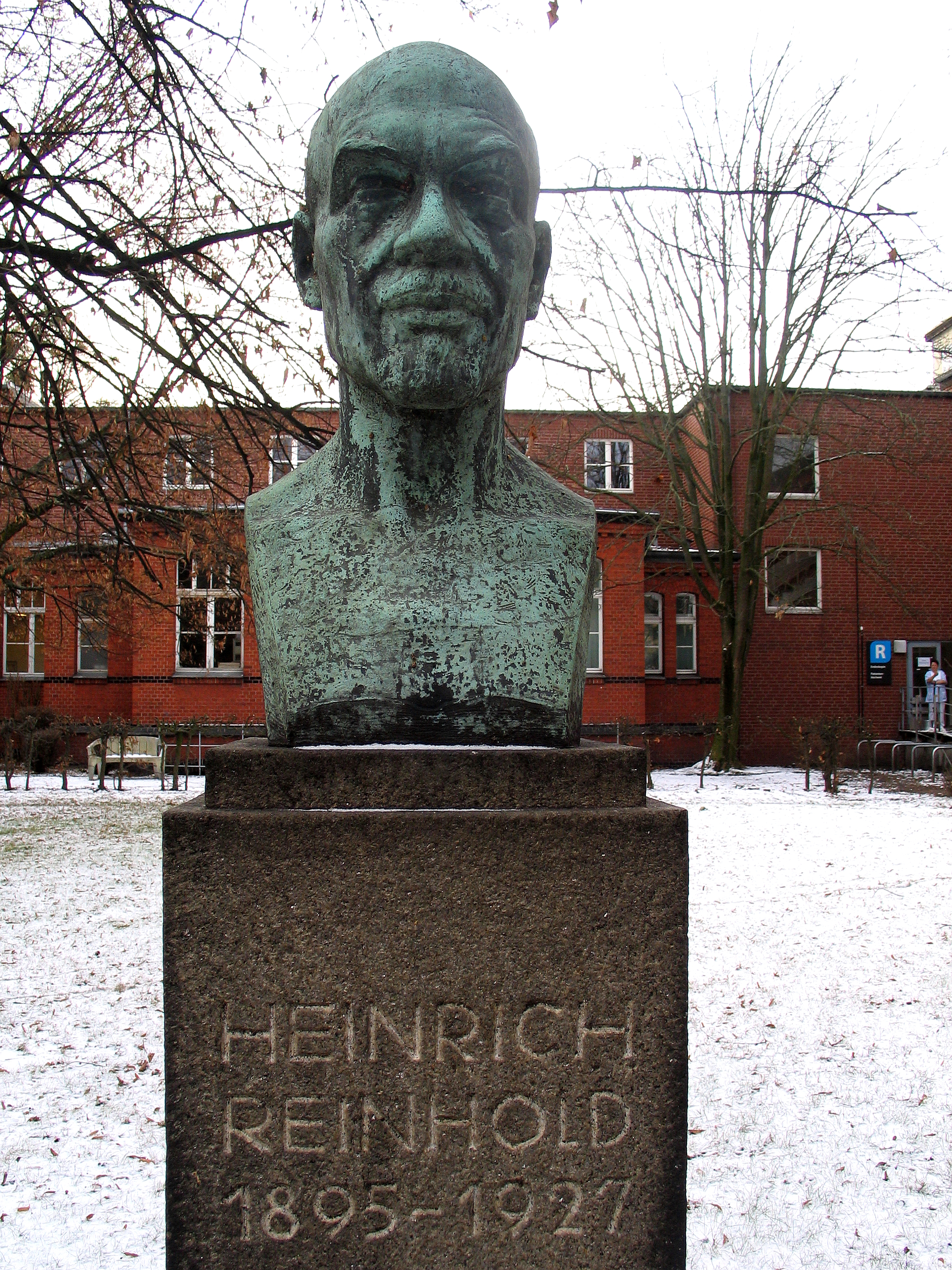
Büste des ersten Direktors Heinrich Reinhold, 1928 von August Waterbeck geschaffen

- Heinrich Reinhold, der Professor und Geheime Medizinalrat war von 1894[5] bis 1927 erster Direktor des Krankenhauses.[6]
- Madjid Samii wurde 1977 Direktor der Neurochirurgischen Klinik.